# 全日展
全日展（ぜんにちてん）は、かつて存在した任意団体「全日展書法会」が主催する、書道中心の公募展。全41回。

## 概要
1973年から年1回開催されてきた。文化庁や外務省が後援し、内閣総理大臣賞や各都道府県知事賞、また産経新聞社や多くの地方紙などの賞が与えられていた。
主催者によれば、開催の主旨は「書画芸術美の高揚展開，派閥にとらわれない審査の絶対公平，有能な新人発掘と生涯学習の促進，書画芸術の精神文化を通じて，国際友交ならびに国際文化と交流向上を目的と世界平和に寄与すべく「全日展」を開催します。」である。
少なくとも知事賞を不正に得ていた事が2014年2月に朝日新聞の取材で発覚した。こののち主催団体が機能を失い、2014年度は開催されなくなり、事実上開催は終焉した。

## 不祥事
不正が明らかになっているのは、2011年から2013年の全日展で知事賞が与えられた作品のうち、3年間で23県の計48点で、これらは主催者が偽名で出品していたものだった。全日展には各都道府県の知事賞以外にも内閣総理大臣賞や文部科学大臣賞、外務大臣賞が出されてきたが、それらについての不正の有無は不明。なお、前年の2013年には日展における不正審査が発覚し、日本の美術界や文化行政に大きな衝撃を与えたばかりであった。
実際には県は審査には関わらず、主催者が賞を求めた作品をほぼそのまま承認していた。主催者は自治体に受賞者の住所を提出する必要があったが、本人確認を避けるために適当な住所を途中まで書いたもので、ごまかす事ができた。知事賞を出す主要な基準である場合もあり、主催者は応募者数を行政に報告する必要があるが、全日展の主催者は応募者数も多く偽っていた。
背景には、主催者側としては営利目的、すなわち賞が多いとその権威で出品者数が増える事で、出品者が主催者に払う手数料が増える事、行政側（の文化担当部局）としては、予算を獲得する必要もなく文化への貢献、振興をアピールできる事が指摘されている。
全日展では2013年の公募への出品料は14700円であった。2013年の応募総数は主催者公表は2034点だが、実際には約600点で、応募者全員が入賞したとされる。
これについて、主催者の会長（当時。問題発覚後辞職）・龍源齋大峰は2014年2月28日、都道府県知事賞を受賞した作品の架空人物名義について「すべて自分が書いた」とねつ造を認める発言を行った。龍源齋は「その都道府県からの応募がないと、次年度から後援が受けられなくなり、知事賞の表彰もなくなってしまうので書いた。書道振興のためにやった」とねつ造について述べた。これを受けて、鳥取県知事・平井伸治は「全日展のトップの前会長によるねつ造だったのは言語道断。該当する知事賞の表彰は取り消して、今後も（知事賞表彰を）見合わせる」と述べている

## その後
事件のあった2014年度以降も「全日國際展」という名称のもとに国内で同様の展示会を開催。
龍源齋大峰が事実上のトップとして授賞式に参列している。
外務大臣賞や文部科学大臣賞など、大臣の名前を冠した賞についても当該省庁より「これらも架空の人間による作品ではないのか。」と龍源齋大峰に対し説明を求めたが、「当時の出品者データを管理していた職員が死亡した。」「外国人のスタッフを雇っていたら捨てられた。」「自分は警察と親しい。悪いことをするはずがない。」などと返答した。